# Дзнеладзе, Георгий Александрович
Георгий Александрович Дзнеладзе (30 августа 1968, Хони, ГССР, СССР) — советский и российский футболист, защитник.

## Карьера
Воспитанник ДЮСШ № 35 («Юный динамовец») из Тбилиси, первые тренеры — А.Илиади и О.Кинцурашвили.
В чемпионате СССР дебютировал в 1986 году во второй лиге за тбилисский «Локомотив». В том же году попал в дубль тбилисского «Динамо». В 1987 году играл за дубль другой команды высшей лиги — ФК «Гурия», забил 3 мяча. В 1988—1989 играл во второй лиге за тбилисский «Шевардени», провел 41 матч, забил 5 голов.
В 1989 перешёл в «Чайку-ЦСКА», где отыграл 22 матча.
В 1990 сыграл в высшей лиге чемпионата Грузии 31 матч за «Шевардени-1906». С 1991 по 1992 выступал за ФК «Алазани».
В 1992—1993 играл в высшей лиге российского чемпионата за самарские «Крылья Советов».
В 1993—1994 выступал в первой лиге за саратовский «Сокол».
В 1995 один сезон отыграл в Грузии.
В 1996—1997 сыграл 41 матч за клуб третьего дивизиона «Салют».
В 1998 провел 3 матча во второй лиге за «Торпедо-Виктория»
С 1998 по 2001 выступал в чемпионате Грузии за ФК «Сиони» из Болниси, «Арагви», «Маргвети», «Гурию-Локомотив-2».